# Chrysis perpulchra
Espèce
Chrysis perpulchra (ou Ceratochrysis perpulchra) est une espèce d'hyménoptères, de la famille des chrysididés.

## Référence
- (en) Cresson, 1865 : Catalogue of Hymenoptera in the collection of the Entomological Society of Philadelphia, from the Colorado Territory. Proc. Ent. Soc. Philadelphia, 4 pp 242-313 & 426-488.